# Гранита
Гранѝта (на италиански: Granita) е италиански студен десерт с лъжица, типичен за сицилианската кухня. Това е полузамразена течна съвкупност, получена от вода, захар и плодов сок или друга съставка (плодове, бадеми, шамфъстък и кафе).
Често се бърка със сорбе, заедно с което може да се счита като един от предшествениците на сладоледа и от който се различава по зърнестата си и същевременно кремообразна консистенция, макар че тя варира спрямо областта и е почти неразличима от тази на класическото сорбе в Източна Сицилия. Освен това тя не трябва да се бърка с римската освежителна напитка гратакèка (grattachecca), която е натрошен лед с добавката на сок. Вместо това гранита се получава, като се започне от вода и сок, обработени заедно при ниски температури, за да се избегне образуването на ледени макрокристали.

## Етимология
Името „Гранита“ се свързва със зърнестата (на итал. granulosa) консистенция на десерта.

## Характеристики
Историческото съдържание на захар от 25 – 35% понастоящем е намалено до 18 – 20% при производството на гранита. За разлика от сладоледа и сорбето въздухът в крайния продукт почти напълно отсъства. По време на приготвянето ѝ е важно замразяването да става постепенно и да се поддържа сместа в движение, така че водата да не се отделя под формата на  ледени кристали със сладникав аромат.
Обикновено гранитата се сервира в прозрачни стъклени чаши. Традиционно е била съпътствана от пресен хрупкав хляб, който е заменен с течение на времето от традиционната сицилианска бриоша, приготвена с яйчено тесто с мая и с полусферична форма, увенчана с топка (наречена tuppu или coppola, или naso). A granita câ brioscia е била и е традиционната сицилианска закуска, особено през лятото и в крайбрежните райони.
Гранитата с кафе от друга страна не бива да се бърка с т. нар. „сицилианско медзофредо“ (mezzofreddo), заместител на кафето еспресо през горещите летни дни.

## История
Произходът на гранитата обикновено се проследява до арабското господство в Сицилия. Арабите носят със себе си рецептата за шербет – ледена напитка, овкусена с плодови сокове или розова вода. Благородниците от Месина използват снега, който се събира през зимата по планините Пелоритани, Неброди, Мадоние, Етна и Иблеи, и се съхранява през годината в нивиери (nivieri) – специални каменни конструкции, построени върху естествени или изкуствени пещери. През лятото образувалият се лед се отстранява и след това се изстъргва, и се покрива с плодови или цветни сиропи. Този препарат, който оцелява и в римската напитка гратакека (grattachecca), все още е широко разпространен до началото на 20 век с името grattata (букв. от итал. „изстъргана“).
През 16 век е направено значително подобрение в рецептата за шербет с откритието, че снегът, смесен с морска сол, може да се използва като евтектика за замразяване на препаратите – събраният по този начин сняг от съставка става хладилен агент. Ражда се поцето (pozzetto) – дървен казан с цинкова кофа вътре, която може да се върти с манивела. Кухината се запълва с евтектичната смес и след това цялото това нещо се поставя в изолиращо легло от слама. Сместа замразява съдържанието на поцето-то чрез извеждане на топлината, докато въртеливото движение предотвратява образуването на твърде големи ледени кристали.С течение на времето така приготвената гранита измества rattata. 
През 20 век ръчното поцето, охлаждано с лед (или сняг) и сол, е заменено навсякъде от машината за сладолед. През 1961 г. неаполитанецът Салваторе Кортезе проектира първата вертикална машина за гранита с пълно излагане на продукта, отбелязвайки прехода от ръчно производство на гранита към електромеханично.

## Местни вкусове и варианти
Не е лесно да се определи оригиналната формула на гранита. Според авторитетни източници най-традиционните сицилиански гранити са били тези с вкус на лимон, бадем, жасмин (scursunera) и черница, и затова те са включени в Списъка на традиционните хранително-вкусови продукти на Сицилия. Впоследствие разнообразието се увеличава с много други вкусове като кафе, шамфъстък, ягода и др.
Гранитата в описаната полукремообразна консистенция (по-близка към традиционната) е разпространена преди всичко в района на град Месина, докато в град Катания тя е със солидна консистенция, подобна на тази на сладоледа. Композицията на гранитата от Месина е малко по-сладникава, а на тази от Катания и Сиракуза – по-киселееща. Много важни е съчетаването ѝ със сметана, като в Месина съществува уникален по същността си вариант, докато в Катания няма такъв обичай и се използва сметанов спрей. В Месина по навик или традиция е доста обичайно гранитата да се консумира през цялата година.
Ароматът на шамфъстък (идващ от Бронте), ароматът на бадеми (minnulata, върху която се излива капка горещо кафе) и плодовите вкусове: черница, праскова, ягода са много популярни в района на Катания.
В Сиракуза бадемовата гранита е вариант със суров бадем, т.е. нарязан, без да се отстранява кафявата коричка след обелване.
В провинция Рагуза, особено в района на град Модика специалитет е гранитата с препечени бадеми.
В град Трапани и в района на Сан Вито Ло Капо традиционно се среща скурсунера (scursunera) с жасмин, получена при извличането на есенцията на цвета; тя е PAT продукт, т.е. е част от традиционните италиански хранително-вкусови продукти. Друг специалитет на местната кухня е гранитата с черница, като не трябва да се пренебрегва и лимоновата. 
В град Месина е прието да се добавя сметана, особено към гранитата с кафе и ягоди.
В малкото крайбрежно селище Фавацина на община Шила в Реджо Калабрия е обичайно през лятото да се консумира гранита със смокиня и бодлива смокиня.
В град Ачиреале от 2012 г. се провежда фестивалът Ниварата (Nivarata), посветен на ритуала на сицилианската гранита. Фестивалът носи името си от нивароли – ценени фигури от миналото, които по времето, когато все още няма хладилници, чрез събирането и съхранението на снега, отложен по върховете на планините, правят възможно направата на традиционния сицилиански студен десерт – гранита.

## Признания
Сицилианският регион включва следните варианти на гранита в списъка на Традиционните италиански хранително-вкусови продукти на Министерството на селскостопанската и хранителната политика:
- гранита от черница
- бадемова гранита
- гранира с жасмин (scursunera).

Гранитата от Месина през 2016 г. получава статут на De.Co. (общинско контролирано наименование за произход).